# Роттердам (переписна місцевість, Нью-Йорк)
Роттердам (англ. Rotterdam) — переписна місцевість (CDP) в США, в окрузі Скенектеді штату Нью-Йорк. Населення — 22 968 осіб (2020).

## Географія
Роттердам розташований за координатами 42°46′43″ пн. ш. 73°57′14″ зх. д. / 42.77861° пн. ш. 73.95389° зх. д. (42.778495, -73.953995).  За даними Бюро перепису населення США в 2010 році переписна місцевість мала площу 17,97 км², з яких 17,96 км² — суходіл та 0,01 км² — водойми.

## Демографія
Згідно з переписом 2010 року, у переписній місцевості мешкали 20 652 особи в 8818 домогосподарствах у складі 5722 родин. Густота населення становила 1149 осіб/км².  Було 9245 помешкань (514/км²).
Расовий склад населення:
| - 94,4 % — білих - 1,5 % — чорних або афроамериканців - 1,2 % — азіатів - 0,2 % — корінних американців - 1,0 % — осіб інших рас |

До двох чи більше рас належало 1,6 %. Частка іспаномовних становила 2,5 % від усіх жителів.
За віковим діапазоном населення розподілялося таким чином: 20,4 % — особи молодші 18 років, 60,3 % — особи у віці 18—64 років, 19,3 % — особи у віці 65 років та старші. Медіана віку мешканця становила 43,2 року. На 100 осіб жіночої статі у переписній місцевості припадало 90,9 чоловіків;  на 100 жінок у віці від 18 років та старших — 87,5 чоловіків також старших 18 років.
Середній дохід на одне домашнє господарство  становив 71 480 доларів США (медіана — 60 269), а середній дохід на одну сім'ю — 84 448 доларів (медіана — 75 595). Медіана доходів становила 44 653 долари для чоловіків та 43 964 долари для жінок. За межею бідності перебувало 7,0 % осіб, у тому числі 11,8 % дітей у віці до 18 років та 4,6 % осіб у віці 65 років та старших.
Цивільне працевлаштоване населення становило 10 362 особи. Основні галузі зайнятості: освіта, охорона здоров'я та соціальна допомога — 26,0 %, роздрібна торгівля — 11,8 %, публічна адміністрація — 11,2 %.